# 승극철
승극철(承克哲)은 조선후기의 환관이다.

## 생애
본관과 생몰년은 미상이며, 김계한의 손자로, 1676년(숙종 2) 4월 11일 존호옥보차비(尊號玉寶差備), 1682년(숙종 8) 10월 28일 주방(酒房), 1686년(숙종 12) 윤4월 9일 주사내관(注事內官)을 지냈다.
내시부 상세(尙洗)를 지내고, 품계는 통훈대부에 올랐다.
인조때에는 통훈대부에 올랐다.
서울특별시 노원구 월계동에 있는 초안산에 그의 무덤이 있다.